# Покипси
Покипси (енгл. Poughkeepsie) град је у америчкој савезној држави Њујорк. По попису становништва из 2010. у њему је живело 32.736 становника.

## Демографија
Према попису становништва из 2010. у граду је живело 32.736 становника, што је 2.865 (9,6%) становника више него 2000. године.
| Група             | 2000.          | 2010.          |
| Белци             | 14.706 (49,2%) | 14.252 (43,5%) |
| Афроамериканци    | 10.666 (35,7%) | 10.967 (33,5%) |
| Азијати           | 485 (1,6%)     | 528 (1,6%)     |
| Хиспаноамериканци | 3.177 (10,6%)  | 6.384 (19,5%)  |
| Укупно            | 29.871         | 32.736         |